# ジェイショーン・テイト
ジェイショーン・アントワン・テイト（Jae'Sean Antoine Tate, 1995年10月28日 - ）は、アメリカ合衆国・オハイオ州トレド出身のプロバスケットボール選手。NBAのヒューストン・ロケッツに所属している。ポジションはスモールフォワード。

## 来歴

### カレッジ
オハイオ州立大学で4年間プレーした後に2018年のNBAドラフトにエントリーしたが、どこからも指名されなかった。

### NBA以前
ドラフト後にミルウォーキー・バックスの一員としてサマーリーグに参加する予定だったが、右手の指を骨折したため1試合も出場できなかった。
その後、2018年8月20日にベルギーのプロバスケットボールリーグに所属するアントワープ・ジャイアンツと契約した。ベルギーリーグで42試合に出場して平均10.2得点、3.9リバウンド、1.7アシストの成績を記録し、オールスターにも選出された。
その後、2019年7月22日にNBLのシドニー・キングスと契約した。2019-20シーズンはNBLで平均16.4得点、5.8リバウンド、2.0アシストの成績を記録した。

### ヒューストン・ロケッツ
2020年11月26日にヒューストン・ロケッツと契約した。12月26日のポートランド・トレイルブレイザーズ戦でNBAデビューを果たした。その後も積極的に起用され、ローテーションに定着した。2020-21シーズンは70試合に出場して平均11.3得点、5.3リバウンド、2.5アシストの成績を記録し、NBAオールルーキーチームの1stチームに選出された。

## プレースタイル
ディフェンス力に優れており、同じポジションのP・J・タッカーと比較されている。

## 個人成績

### NBA

#### レギュラーシーズン
| シーズン | チーム | GP  | GS  | MPG  | FG%  | 3P%  | FT%  | RPG | APG | SPG | BPG | PPG  |
| -------- | ------ | --- | --- | ---- | ---- | ---- | ---- | --- | --- | --- | --- | ---- |
| 2020–21  | HOU    | 70  | 58  | 29.2 | .506 | .308 | .694 | 5.3 | 2.5 | 1.2 | .5  | 11.3 |
| 2021–22  | HOU    | 78  | 77  | 26.4 | .498 | .312 | .707 | 5.4 | 2.8 | .9  | .5  | 11.8 |
| 2022–23  | HOU    | 31  | 7   | 21.9 | .480 | .283 | .725 | 3.8 | 2.7 | .7  | .2  | 9.1  |
| 2023–24  | HOU    | 65  | 9   | 15.9 | .472 | .299 | .667 | 3.0 | 1.0 | .6  | .2  | 4.1  |
| 2024–25  | HOU    | 52  | 2   | 11.3 | .473 | .348 | .681 | 2.3 | .9  | .5  | .1  | 3.6  |
| 通算     | 通算   | 296 | 153 | 21.6 | .493 | .309 | .700 | 4.1 | 2.0 | .8  | .4  | 8.3  |